# Internationale Organisationen der Wissenschaft
Dieser Artikel enthält eine Liste der Internationalen Organisationen der Wissenschaft.
Die Liste umfasst eine möglichst vollständige Sammlung der Organisationen, die sich mit wissenschaftlicher Arbeit beschäftigen und über mindestens zwei Staaten erstrecken. Die Organisationen sollen alphabetisch gelistet werden und entweder auf gängige Abkürzungen oder auf vollständige Namen verweisen.
Eine Dachorganisation von entsprechenden Organisationen ist der Internationale Wissenschaftsrat (ICSU, International Council for Science).
- BIPM (Bureau International des Poids et Mesures) – Internationales Büro für Maß und Gewicht
- CERN (Conseil Européen pour la Recherche Nucléaire) – Europäisches Kernforschungslabor
- CIE (Commission Internationale de l'Éclairage) – Internationale Beleuchtungskommission
- EFPA (European Federation of Psychologists' Associations) – Europäische Föderation der Psychologenverbände
- EMBL (European Molecular Biology Laboratory) – Europäisches Molekularbiologisches Labor
- EPS (European Physical Society) – Europäische Physikalische Gesellschaft
- ESA (European Space Agency) – Europäische Weltraumorganisation
- ESO (European Southern Observatory) – Europäische Südsternwarte
- EURODOC – Europäische Vereinigung für Doktoratskandidaten und junge Wissenschaftler
- EWS (ESF, European Science Foundation) – Europäische Wissenschaftsstiftung
- FASAS (Federation of Asian Scientific Academies and Societies)
- FIG (Fédération Internationale des Géomètres) – Internationale Vereinigung der Vermessungsingenieure
- IAAP (International Association of Applied Psychology) – Internationale Gesellschaft für Angewandte Psychologie
- IAU (International Astronomical Union) – Internationale Astronomische Union
- IBANGS (International Behavioural and Neural Genetics Society)
- ICA (International Cartographic Association) – Internationale Kartografische Vereinigung
- ICA (International Council on Archives) – Internationaler Archivrat
- ICOM (International Council of Museums) – Internationaler Museumsrat
- IEC (International Electrotechnical Commission) – Internationale elektrotechnische Kommission
- IERS (International Earth Rotation and Reference Systems Service) – Internationaler Dienst für Erdrotation und Referenzsysteme; zuvor: Internationaler Erdrotationsdienst
- IFAC (International Federation of Automatic Control)
- IFIP (International Federation for Information Processing)
- IFLA (International Federation of Library Associations and Institutions) – Internationaler Verband der bibliothekarischen Vereine und Institutionen
- IFS (International Foundation for Science)
- IGU (International Geographical Union)
- IIASA (International Institute for Applied Systems Analysis) – Internationales Institut für Angewandte Systemanalyse
- IMU (International Mathematical Union) – Internationale Mathematische Union
- ISO (International Organization for Standardization) – Internationale Organisation für Normung
- ITER (International Thermonuclear Experimental Reactor) – Internationaler Thermonuklearer Experimenteller Reaktor
- ITU (International Telecommunication Union) – Internationale Fernmeldeunion
- IUGG – Internationale Union für Geodäsie und Geophysik
- IUGS – Internationale Union der Geowissenschaften
- IUPAC (International Union of Pure and Applied Chemistry) – Internationale Union für reine und angewandte Chemie
- IUPAP (International Union of Pure and Applied Physics) – Internationale Union für Reine und Angewandte Physik
- IUPsyS – (International Union of Psychological Science) – Internationale Union für Psychologische Wissenschaft
- PEROSH (Partnership for European Research in Occupational Safety and Health)
- UAI (Union Académique Internationale/International Union of Academies) – Internationaler Zusammenschluss von Akademien, die im weiteren Sinne mit Kultur und Geschichte befasst sind.
- UNESCO (United Nations Educational, Scientific and Cultural Organization) – Organisation der Vereinten Nationen für Erziehung, Wissenschaft und Kultur
- WSIS (World Summit of Information Society) – Weltgipfel zur Informationsgesellschaft